# Лощинка (Красноярский край)
Лощинка — деревня в Рыбинском районе Красноярского края России. Входит в состав Бородинского сельсовета.

## История
В 1976 году Указом Президиума Верховного Совета РСФСР деревне отделения № 4 Бородинского совхоза присвоено наименование Лощинка.

## Население
| 2010 |
| ---- |
| 51   |

## Улицы
- ул. Октябрьская,
- ул. Тихая,
- ул. Центральная.